# Em Seus Passos o Que Faria Jesus?
Em seus passos o que faria Jesus? é o título de um livro escrito por por Charles Sheldon e publicado originalmente em 1896, nos Estados Unidos com o título "In His Steps".
O livro, há tempos em domínio público, jamais rendeu lucro ao seu autor, a despeito da imediata recepção desde sua publicação original em fascículos na revista "Advance". Por um descuido da revista, os direitos do livro foram erroneamente registrados, caindo no poder de diversos editores que passaram a publicá-lo a preços baixos, sem repasse ao autor.

## Sinopse
Nessa obra, o reverendo Henry Maxwell, pastor da Primeira Igreja da cidade de Raymond, vive honestamente sua vida confortável e sem contratempos, até o dia em que surge em sua igreja um homem pobre e necessitado. O episódio o leva a questionar valores e colocar seu modo de vida e prioridades em perspectiva, colocando diante de si a seguinte questão: "O que Jesus faria?".
A partir disso, decide propor aos fiéis de sua igreja que se comprometam durante um ano a não fazer nada sem antes perguntar o que Jesus faria na mesma situação. O desenrolar da história descreve a experiência, tanto de satisfação e realização pessoal, como também de conflito e incompreensão que as pessoas vão tendo à medida que se empenham em seguir a proposta apresentada.

## Influências
O livro teve impacto imediato no meio cristão do final do século XIX, nos Estados Unidos, influenciando a visão social cristã corrente.

Mais recentemente, no final dos anos 90, houve nos Estados Unidos um reavivamento do espírito inspirado pela pergunta central do livro "O Que Faria Jesus?" (What Would Jesus Do?). Desta vez, o movimento, que se alastrou por todo o país, ganhando a Europa e outros continentes voltava-se, além da ênfase no social, também para a questão do comportamento, incentivando o público jovem a ter uma postura mais crítica diante dos apelos da sociedade contemporânea.

## O Autor
Charles Sheldon (1857-1946), filho de um pastor, foi também pastor da Igreja Congregacional Central em Topeka, Kansas, além de editor-chefe do jornal Christian Herald. Desde criança gostava de escrever, contribuindo desde os 12 anos para um jornal de Boston e mais tarde para diversas publicações.
Ao morrer aos 88 anos, em 1946, sua obra já aparecia na revista Publisher’s Weekly como o segundo livro mais vendido em sua época depois da Bíblia.
Sheldon incentivou intensamente em sua cidade o envolvimento dos cristãos em atividades sociais, e também combateu expressamente o nazismo durante os anos da perseguição aos judeus.